# Ондрей Милослав Белла
Ондрей Милослав Белла — (*8 травня 1851 — †12 жовтня 1903) — словацький поет і перекладач, брат Петера Белли.
Під впливом української народної думи і вірша Тараса Шевченка «У тієї Катерини» написав 1877 епічну поему «Анна Данилівна», за сюжетом дуже близьку до згаданого вірша Тараса Шевченка. Поему надруковано в журналі «Словацькі погляди» (1922, ч. 38, 1929, ч. 45).